# Hollywood (álbum de Tercer Cielo)
Hollywood es el quinto álbum de estudio del dúo de música cristiana contemporánea Tercer Cielo, lanzado el 20 de marzo de 2008 por Disco Hit, en 2010 fue reeditado digitalmente y en formato físico por Universal Music Latino y Vene Music. Fue grabado en tres estudios diferentes de Estados Unidos y República Dominicana. El disco está coescrito y coproducido por Juan Carlos Rodríguez. Su sencillo más importante «Yo te extrañaré» entró en la lista Billboard Latin Pop Airplay en el puesto 27.

## Trasfondo
Luego de 8 años de carrera, se lanzó uno de los mayores éxitos en la radio: el primer disco de la banda Hollywood en ganar el premio Álbum del Año en los Premios AMCL. Producción de lo más enérgica y dinámica, con la que consolidó y fortaleció su carrera. A una producción se unieron cinco artistas para colaborar en las canciones "Música por dentro" con la cantante de R&B Lilly Goodman, "Locos por Jesus" con Redimi2, y finalmente la canción "Donde llegaremos" que fue interpretada por Romy Ram, El Nuevo Padrino y La Discípula. El disco consta de 15 canciones, 13 canciones compuestas por Juan Carlos y dos por Evelyn, todas con temas juveniles como la vida en la calle, las drogas, la decepción, la soledad, el amor y la vida. Este álbum vendió más de 100.000 copias principalmente en Puerto Rico, Estados Unidos y la canción «Yo te extrañaré» se colocó en el número uno de las listas de éxitos durante 5 semanas consecutivas en Puerto Rico en las radios cristianas, y 3 semanas en la radio KQ 105 Univision Radio, consiguiendo otros trabajos en Centroamérica, Estados Unidos, España. Con este disco Tercer Cielo duró siete semanas en el puesto 1 de los más vendidos en Puerto Rico y 2 semanas en el puesto No. 2 de los discos a nivel general (secular y cristiano). Juan Carlos, voz, escritor y productor del disco dijo que su visión como productor había "madurado", quien descubrió formas de transformar sus pensamientos en música y su equipo había mejorado en la producción de este trabajo, este disco también ganó Juan Carlos Productor premio del año en los Premios AMCL.

## Sencillos

### Yo te extrañaré
El primer sencillo del disco fue «Yo te extrañaré» distribuido inmediatamente a la radio cristiana en español en Centroamérica, México y Estados Unidos, la canción fue escrita y coproducida por Juan Carlos Rodríguez. El sencillo se colocó en la posición 27 de la lista Latin Pop Airplay de la revista estadounidense Billboard siete semanas por mantenerse dentro de sus ventas y reproducciones de las radios estadounidenses. Esta canción generó polémica entre el público religioso por el tema de la letra que a primera vista es la conversación entre un muerto y otro vivo. Rodríguez hizo varias explicaciones por twitcam en la red social Twitter diciendo: “Es un canto de fe y esperanza y fuerza que al final te acerca a Dios, porque el deseo de Dios es que sigamos adelante. No son los muertos los que están hablando, sino usted mismo. Esta es tu propia conciencia. Todo lo que hicimos fue poner en canción lo que la conciencia nos dice que pensemos del ser querido que murió". Juan Carlos dijo en un comunicado separado: "Esta canción es muy especial. Nunca pensamos que sería de mucho impacto, realmente es una sorpresa muy agradable ser utilizado para un momento tan difícil de despedir a alguien... Nunca imaginé que se convertiría en un himno". En 2013 el cantante Lupillo Rivera hizo una versión de la canción con música regional mexicana dedicada a su difunta hermana Jenni Rivera. Posteriormente en 2009, Tercer Cielo grabó la canción en versión mariachi y la incluye en el disco Gente común, sueños extraordinarios.

### Si no estás junto a mí
A finales de 2008, llega el segundo sencillo radial y comercial del disco, «Si no estás junto a mí», escrito y coproducido por Juan Carlos. Es la canción de apertura del disco, fue seleccionada por su buen ritmo latino y pop con arreglos contemporáneos. El 13 de mayo de 2013 se convirtió en un Lyric Video Song, publicado en la cuenta oficial del grupo YouTube, el video fue animado y dirigido por el mismo integrante Juan Carlos.

## Listado de canciones
1. Si No Estas Junto A Mi
2. Cada Día
3. Yo Te Extrañare
4. Héroe
5. Música Por Dentro
6. Vuelve A Soñar
7. Locos Por Jesus
8. Afortunados
9. La Calle
10. Regalo De Dios
11. Donde Llegaremos
12. Player
13. Nieve
14. Hollywood
15. My Space Friend

## Créditos y personal
- Juan Carlos Rodríguez : Arreglos, compositor, masterización, mezcla, música, voz .
- Evelyn Herrera: Compositora, voz.
- La Discípula: Compositora, voz como artista invitada en "Donde llegaremos".
- Lilly Goodman: Compositora, voz como artista invitada en "Música por dentro".
- El Nuevo Padrino: Compositor, voz como artista invitado en "Donde llegaremos".
- Romy Ram: Compositor, voz como artista invitado en "Donde llegaremos".
- Redimi2 : Compositor, voz como artista invitado en "Locos por Jesús".
- Joel Soah: saxofón.
- Edgar Winter: Productor de arte, concepto artístico, fotografía.

## Premios y nominaciones
| Año  | Premios      | Nominación                                                     | Resultado |
| ---- | ------------ | -------------------------------------------------------------- | --------- |
| 2008 | Premios AMCL | Artista del Año                                                | Ganador   |
| 2008 | Premios AMCL | Álbum del año por Hollywood                                    | Ganador   |
| 2008 | Premios AMCL | Banda o grupo del año                                          | Ganador   |
| 2008 | Premios AMCL | Compositor del año (Juan Carlos Rodríguez)                     | Ganador   |
| 2008 | Premios AMCL | Calidad de sonido del año por Hollywood                        | Ganador   |
| 2008 | Premios AMCL | Canción del año por «Si no estás junto a mí».                  | Ganador   |
| 2008 | Premios AMCL | Colaboración del año por «Música por dentro» con Lilly Goodman | Ganador   |
| 2008 | Premios AMCL | Diseño de portada de álbum del año por Hollywood               | Ganador   |